# Terveystalo
Terveystalo Oyj (terveystalo signifie maison de santé en finnois) est une société finlandaise offrant des services de santé privés en Finlande,.

## Présentation
Terveystalo vend des services de médecine du travail, des services médicaux aux particuliers, aux entreprises, aux compagnies d'assurance et au secteur public sur plus de 100 sites en Finlande.
Selon l'étendue de son réseau et son chiffre d'affaires, Terveystalo est la plus grande société de services de santé de Finlande.
En 2018, Terveystalo a accueilli 1,2 million de clients individuels, et organisé 3,5 millions de visites médicales.
Terveystalo fait intervenir plus de 10 000 professionnels de la santé, dont environ la moitié sont des travailleurs indépendants.

## Actionnaires
Terveystalo revient à la bourse d'Helsinki en septembre 2017.
Les actionnaires principaux sont les suivants,
:
| #  | Actionnaire            | Nombre d'actions | % parts | Valeur (M€) |
| -- | ---------------------- | ---------------- | ------- | ----------- |
| 1  | Varma                  | 22 151 945       | 17,30 % | 210,44      |
| 2  | Rettig Group (fi)      | 21 153 191       | 16,52 % | 200,96      |
| 3  | Hartwall Capital (fi)  | 14 431 690       | 11,27 % | 137,10      |
| 4  | HDL                    | 13 470 705       | 10,52 % | 127,97      |
| 5  | Ilmarinen oy           | 6 003 332        | 4,69 %  | 57,03       |
| 6  | Caisse de retraite Elo | 5 232 951        | 4,09 %  | 49,71       |
| 7  | Mandatum Life          | 4 066 760        | 3,18 %  | 38,63       |
| 8  | OP Financial Group     | 2 523 907        | 1,97 %  | 23,98       |
| 9  | Evli Pankki            | 1 120 000        | 0,88 %  | 10,64       |
| 10 | Odco Oy                | 1 046 108        | 0,82 %  | 9,94        |
|    | 10 premiers            | 91 200 589       | 71,23   | 866,41      |

## Galerie

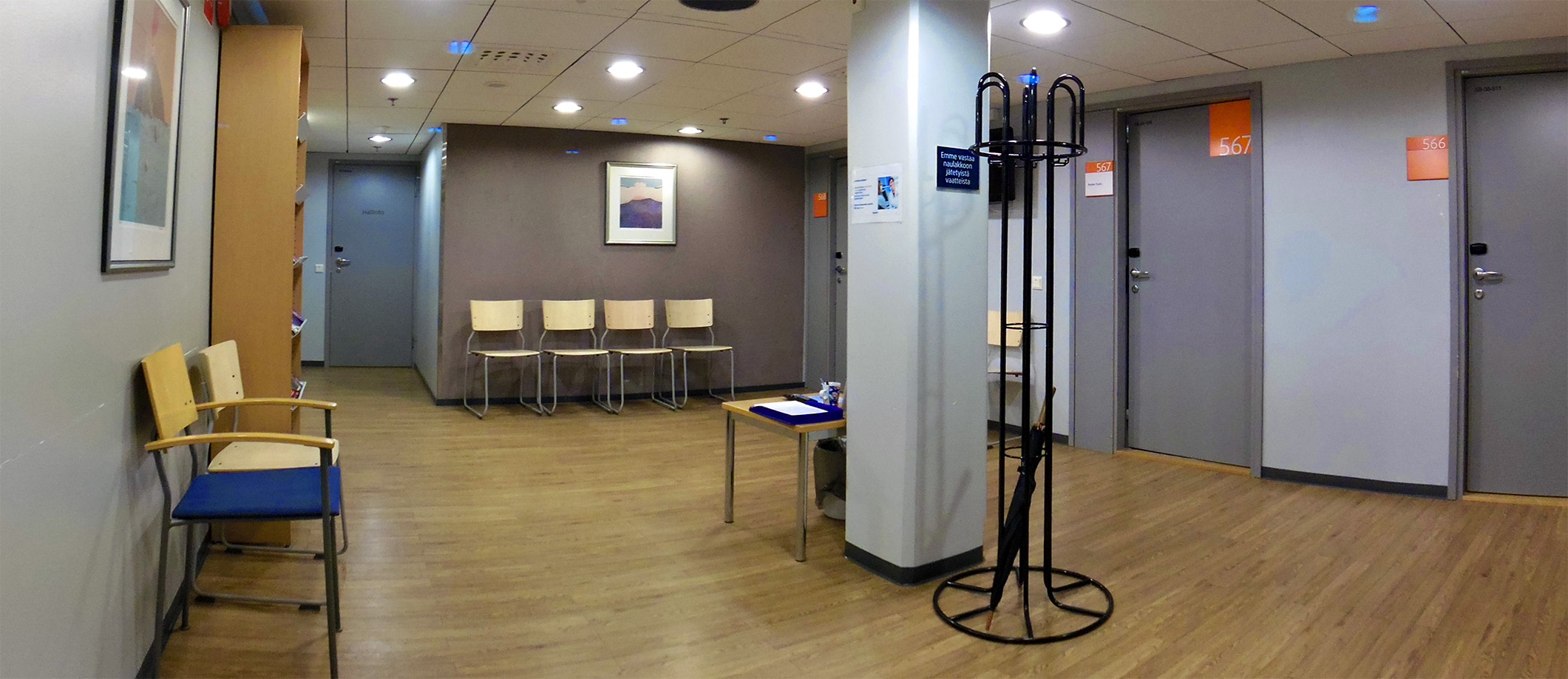
Salle d'attente du centre Terveystalo à Jyväskylä.
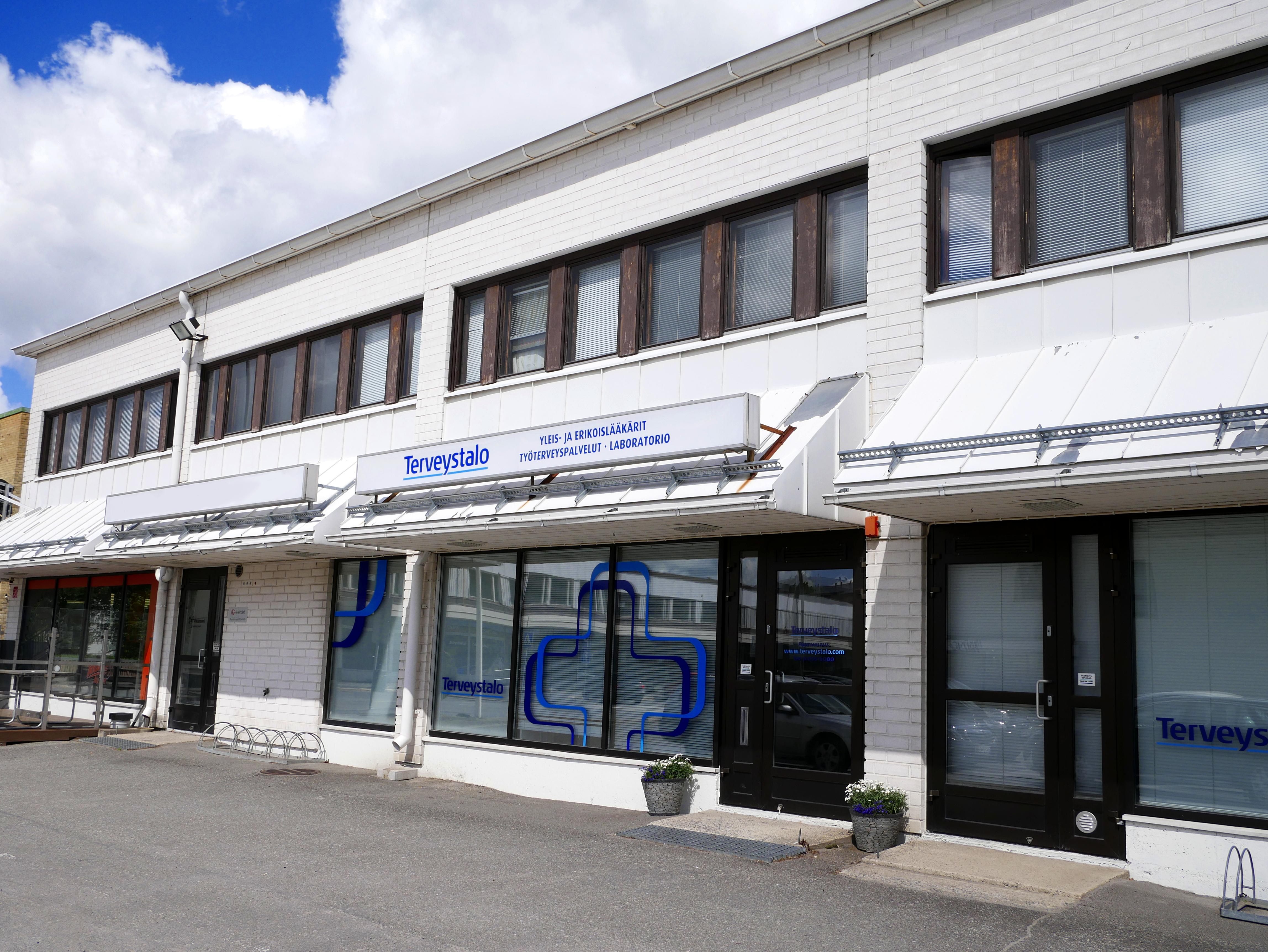
Centre Terveystalo à Lapua, 2017.